# Parastremma album
Parastremma album är en fiskart som beskrevs av Dahl, 1960. Parastremma album ingår i släktet Parastremma och familjen Characidae. IUCN kategoriserar arten globalt som otillräckligt studerad. Inga underarter finns listade i Catalogue of Life.